# آلوارو گوتیرز (بازیکن فوتبال)
آلوارو گوتیرز (انگلیسی: Álvaro Gutiérrez؛ زادهٔ ۲۱ ژوئیهٔ ۱۹۶۸) بازیکن سابق و مربی فوتبال اهل اروگوئه است.
از تیم‌هایی که در آن بازی کرده‌است می‌توان به رئال وایادولید، رایو وایکانو، اسپورتینگ گیخون، باشگاه فوتبال ناسیونال اروگوئه، باشگاه فوتبال لیورپول (مونته‌ویدئو)، تیم ملی فوتبال اروگوئه و باشگاه فوتبال پنیارول اشاره کرد.